# 天現寺竜
天現寺 竜（てんげんじ りゅう、1951年7月10日 - ）は、北海道出身の俳優。希楽星に所属していた。身長172cm、体重64kg。血液型はO型。北海道北見北斗高等学校出身。ドラマや映画の北海道弁指導も行っている。

## 出演

### テレビドラマ
NHK
- 秀吉（1996年） - 浅野長政

TBS
- 月曜ミステリー劇場
  - 「自治会長・糸井緋芽子社宅の事件簿5」（2004年） - 高山光雄
- 月曜ゴールデン
  - 「財務捜査官 雨宮瑠璃子8」（2014年） - 岡部学

日本テレビ
- 熱中時代 第2シリーズ 第35話「みね子が連れ戻される!?」（1981年3月7日） - 新聞記者

- 火曜サスペンス劇場
  - 「名無しの探偵4 愛の死角」（1988年4月26日）
  - 「刑事・鬼貫八郎3 完全犯罪」（1994年7月26日） - ゲイバーの客

フジテレビ
- 古畑任三郎
- TEAM（1999年）
- LIAR GAME（2007年）
- シバトラ（2008年）
- 世にも奇妙な物語
- 全っっっっっ然知らない街を歩いてみたものの 第5話（2021年4月1日）

テレビ朝日
- 私鉄沿線97分署（1985年）
- 牟田刑事官事件ファイル（1985年）
- 電磁戦隊メガレンジャー（1997年）第5話
- ザ・ハングマン6 第10話（1987年） - 桑原（待合室のオカマ）
- 越境捜査（2008年）
- 断絶（2009年）
- サラリーマン金太郎（2010年） - 進藤勝（専務）
- 秘密（2010年）
- ラーメン刑事「龍」の殺人推理2（2001年） - 野中靖夫
- 7人の女弁護士
- 新選組!
- 寝台特急はやぶさの女
- 四国八十八ヶ所逃亡巡礼
- おーい!ムコどの
- 正義の味方
- 味いちもんめ
- 春の波涛
- 黒薔薇 刑事課強行犯係 神木恭子（2017年） - 柏木康正

テレビ東京
- マルホの女〜保険犯罪調査員〜（2014年） - 田辺英一
- 水曜ミステリー9
  - 「神楽坂署生活安全課1」（2005年） - 三沢警察官
  - 「多摩南署たたき上げ刑事・近松丙吉6」（2006年） - 三沢刑事
  - 「湯けむりドクター華岡万里子の温泉事件簿3」（2007年） - 北島社長
  - 「決断」（2015年）

### 映画
- 甲賀忍法帖（2005年）
- 旭山動物園物語 ペンギンが空をとぶ（2009年）

### インターネット・配信
- サヨナラの恋（2010年10月 - 12月、BeeTV） - 新藤睦男 役